# Вольфганг Фаріан
Вольфганг Фаріан (нім. Wolfgang Fahrian, 31 травня 1941, Клінгенштайн — 13 квітня 2022) — західнонімецький футболіст, що грав на позиції воротаря.
Виступав, зокрема, за клуби «Герта», «Фортуна» (Дюссельдорф) та «Фортуна» (Кельн), а також національну збірну ФРН, у складі якої став учасником чемпіонату світу 1962 року.

## Клубна кар'єра

### «Ульм 1846»
Вольфганг Фаріан почав грати у футбол у віці десяти років у клубі «Клінгенштайн», а в 1952 році приєднався до команди «Ульм 1846» і успішно пройшов через різні вікові групи молодіжного відділу команди і двічі як захисник вигравав юнацький чемпіонат Вюртембергу. Він також викликався до юнацької збірної Південної Німеччини. У 18 років Фаріан перекваліфікувався у воротаря.
Воротар першої команди «Ульма» Манфред Пауль відправився в «Карлсруе» на сезон 1960/61, завдяки чому Фаріан був переведений до першої команди і в четвертому турі (4 вересня 1960 року) 19-річний талант дебютував у футбольній Оберлізі Південь (одному з кількох вищих дивізіонів країни, які існували паралельно) у домашній грі проти клубу «Швайнфурт 05». Тренер Фред Гоффманн покладався на молодого Фаріана в боротьбі за збереження прописки і протягом сезону Вольфганг захищав ворота 24 матчах, але не врятував команду від вильоту до 2-ї Оберліги Південь — клуб набрав лише на одне очко менше своїх конкурентів «Швайнфурта» та «Вальдгофа». У другому дивізіоні команда не затрималась і з першої ж спроби, посівши друге місце, повернулась до Оберліги.
В останньому розіграші Оберліги 1962/63 роках молодий воротар провів усі 30 матчів і посів з командою 8 місце. Втім через створення з наступного сезону єдиної Бундесліги клуб було відправлено у Регіоналліги, новоствореного другого дивізіону. На велике здивування тих, хто цікавиться футболом, талановитий воротар не приєднався до жодного з 16 клубів Бундесліги для дебютного раунду в 1963/64 роках і зіграв з «Ульмом» у другому дивізіоні, зігравши у 32 іграх, але «Ульм» не був серйозним претендентом на перше місце і посів лише восьме місце.

### «Герта»
Перед сезоном 1964/65 Фаріан підписав контракт з «Гертою», у складі якої і дебютував у Бундеслізі 22 серпня 1964 року проти діючого чемпіону клубу «Кельн», досягнувши несподіваної перемоги в гостях з рахунком 3:2, а у жовтні 1964 року він дебютував і у єврокубках, зігравши у двох іграх Кубку ярмарків проти «Антверпена» (2:1, 0:2).
За підсумками сезону команда посіла 14-е місце в таблиці і зуміла утриматися в еліті за спортивним принципом, втім Німецькому футбольному союзу стало відомо про порушення з переоформленням контрактів гравців, виплатою бонусів і зарплат гравцям «Герти». У лютому 1965 року аудиторська перевірка з футбольного союзу виявила розбіжності в рахунках клубу, в результаті його були виявлені незаконні виплати гравцям. Географічно «Герта» була відокремлена від іншої частини країни. Західний Берлін, де базувалася команда, перебував на окупованій території, В результаті чого багато гравців не хотіли грати за клуб. «Герта» змушена була робити незаконні виплати гравцям понад встановлену норму зарплат і бонусів. Внаслідок чого у «Герти» була відібрана ліцензія і вона була примусово переведена до регіональної ліги. Особливо надмірні бонусні виплати Фаріану були вирішальними для виключення берлінців. Німецький футбольний союз особисто наклав на нього штраф та дискваліфікацію на дванадцять місяців. Пізніше вона була скорочена вдвічі і Фаріан зміг зіграти ще 17 ігор у другій половині сезону та допомогти команді посісти перше місце і повернутися до Бундесліги.

### «Мюнхен 1860» та «Фортуна» (Дюссельдорф)
У сезоні 1966/67 він прийняв пропозицію від чемпіона ФРН клубу «Мюнхен 1860». Тренер Макс Меркель сподівався створити конкуренцію югославському воротарю Петару Раденковичу, утім Фаріан не зміг закріпитись у команді і навіть коли після вильоту з Кубка європейських чемпіонів від «Реала» в листопаді 1966 року австрійця звільнили, він мало виходив на поле і при наступному тренері Гюнтері Бауманні, зігравши за сезон лише 8 ігор і ставши з командою віцечемпіоном ФРН..
В результаті 1967 року Фаріан уклав контракт з клубом «Фортуна» (Дюссельдорф), у складі якого провів наступні два роки своєї кар'єри гравця, провівши за цей час 64 матчі Регіоналлізі, але так і не допоміг клубу вийти до Бундесліги.

### «Фортуна» (Кельн)
Влітку 1969 року воротар перейшов до іншої «Фортуни», з Кельна, яка теж виступала у другому дивізіоні країни. Перший сезон команда провалила, ставши лише 14-ю, але з розіграшу 1970/71 під керівництвом тренера Ернста-Гюнтера Габіга у кельнської «Фортуни» справа пішла вгору, посівши у наступні два роки 4 і 3 місця відповідно. У листопаді 1972 року Габіга замінив Мартін Луппен, який того ж сезону вивів команду до Бундесліги з другого місця. Фаріан провів загалом 132 матчі за «Фортуну» (Кельн) у Західній Регіоналлізі з 1969 по 1973 рік.
Після підвищення Фаріан залишався стабільно основним воротарем команди і став єдиним гравцем «Фортуни», що зіграв у всіх 34 іграх сезону за клуб, але команда лише через гіршу різницю посіла передостаннє 17 місце і вилетіла з елітного дивізіону. Надалі він провів ще два сезони (1974/75 та 1975/76) у новоствореній 2-й Бундеслізі, відігравши 50 ігор і закінчив свою кар'єру влітку 1976 року через пошкодження меніска. Свою останню гру він провів у 2-й Бундеслізі 15 лютого 1976 року в домашньому матчі проти «Вестфалії 04» (3:1).
Після кар'єри гравця він створив агентство для футболістів, яким успішно керував протягом багатьох років і яке заслужило репутацію серйозного професіонала. З 2006 року працював виконавчим директором у Rogon Sportmanagement GmbH & Co. KG, одному з провідних агентств німецького футболу, клієнтами якого були так знамениті футболісти як Кевін Кураньї, Марсело Бордон, Фабіан Ернст, Халіл Алтинтоп, Тім Візе, Роке Жуніор та інші.

## Виступи за збірну
11 квітня 1962 року дебютував в офіційних іграх у складі національної збірної ФРН в товариському матчі проти Уругваю (3:0). Це був останній міжнародний матч команди перед чемпіонатом світу 1962 року у Чилі, в якому Фаріан себе добре проявив і несподівано став основним воротарем збірної на самому «мундіалі». Це здивувало не лише вболівальників та журналістів, а й основного протягом усього відбору воротаря Ганса Тільковскі, який дізнавшись, що у першій грі турніру проти італійців в основі вийде саме Фаріан, зажадав аби йому видали закордонний паспорт та квиток і повернувся додому.
Тим не менш Фаріан не підвів тренера Зеппа Гербергера, який повірив у молодого воротаря і 31 травня у Сантьяго у свій 21-й день народження зумів залишити ворота сухими у матчі з сильною збірною Італії з Джанні Ріверою, Хосе Альтафіні та Омаром Сіворі. Далі відбулися ігри проти Швейцарії (2:1) та Чилі (2:0), в яких Фаріан допоміг команді здобути перемоги, завдяки чому західнонімецька збірна посіла перше місце в групі. 10 червня відбувся матч чвертьфіналу проти Югославії (знову в Сантьяго), де Фаріан теж рятував команду майже протягом усього матчу, але Петар Радакович на 86-й хвилині забив вирішальний (1:0) гол за Югославію і німці змушені були покинути турнір.
Надалі Фаріан продовжував лишатись основним воротарем збірної до 1964 року, поки збірною керував Гербергер, але після його звільнення перестав викликатись до «бундестім», натомість у ворота повернувся Тільковскі, завершивши бойкот. Загалом протягом кар'єри у національній команді, яка тривала 3 роки, Фаріан провів у її формі 10 матчів, пропустивши 10 голів.

## Особисте життя
Вольфганг Фаріан, який живе у Кельні зі своєю дружиною та трьома доньками, в жовтні 2009 року переніс серцевий напад, а потім пневмонію.
Його онук Фабіо Фаріан (нар. 1992) також став футболістом.